# 儀仗旗

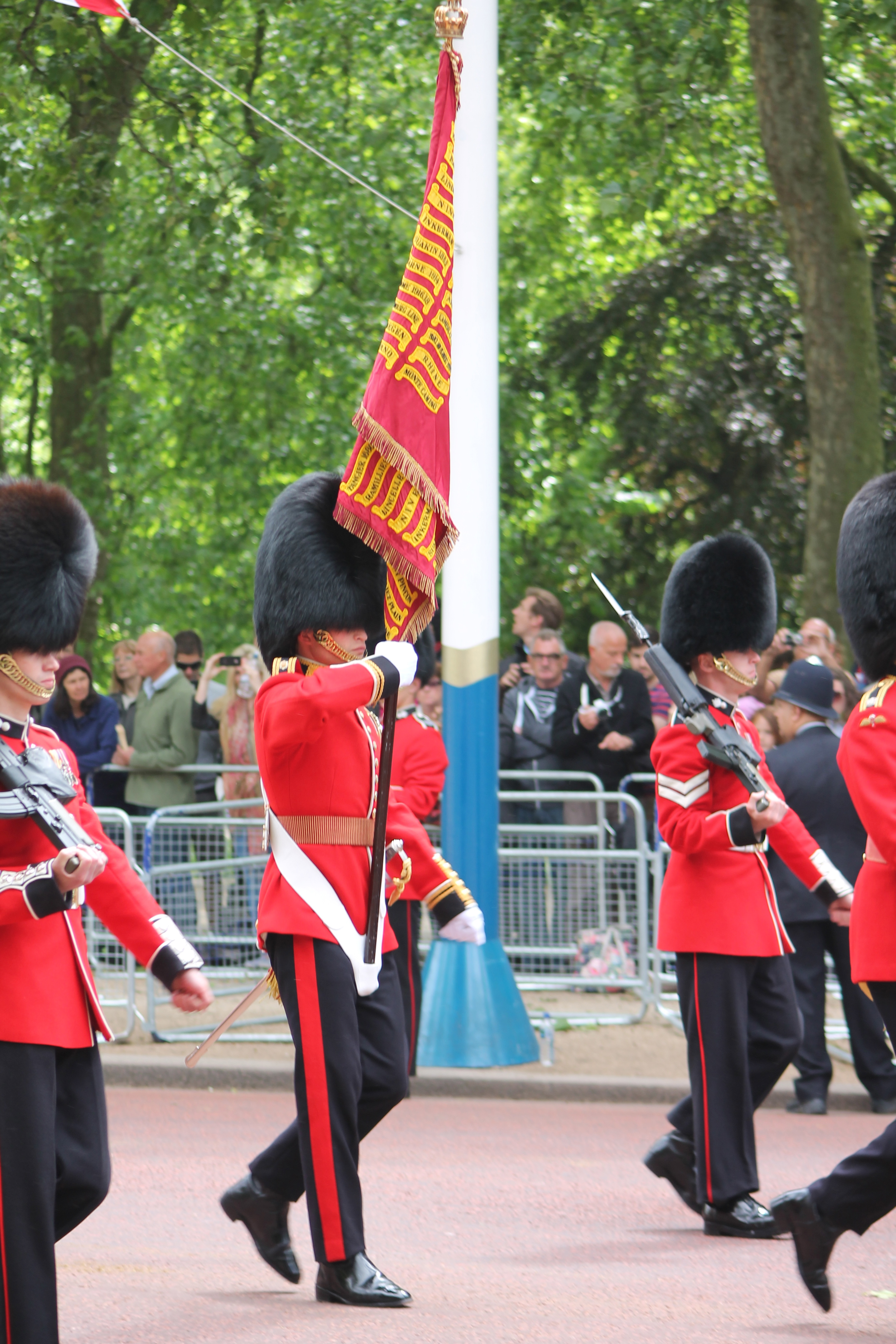
掷弹兵衛隊的儀仗隊及旗幟。

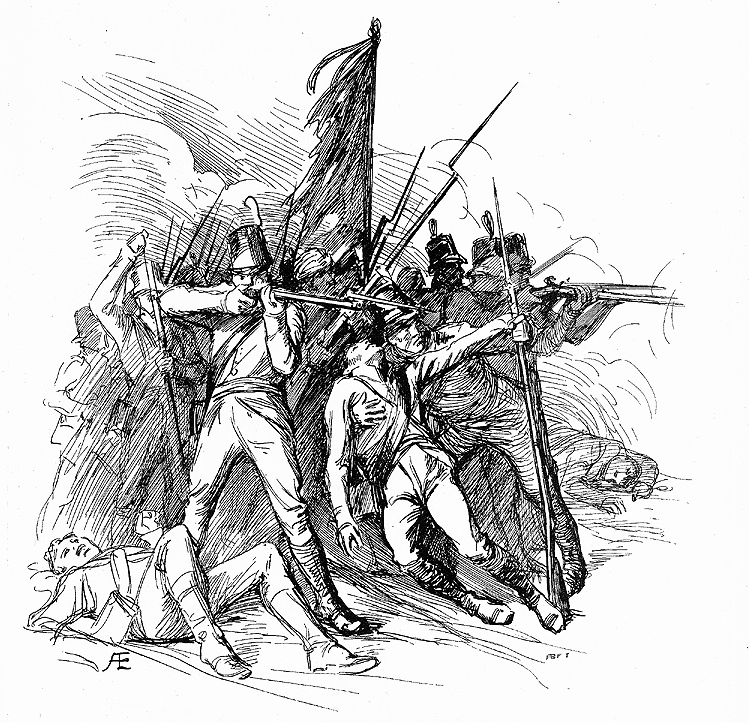
在线阵战术时代，部队軍旗是步兵的重要凝聚点。

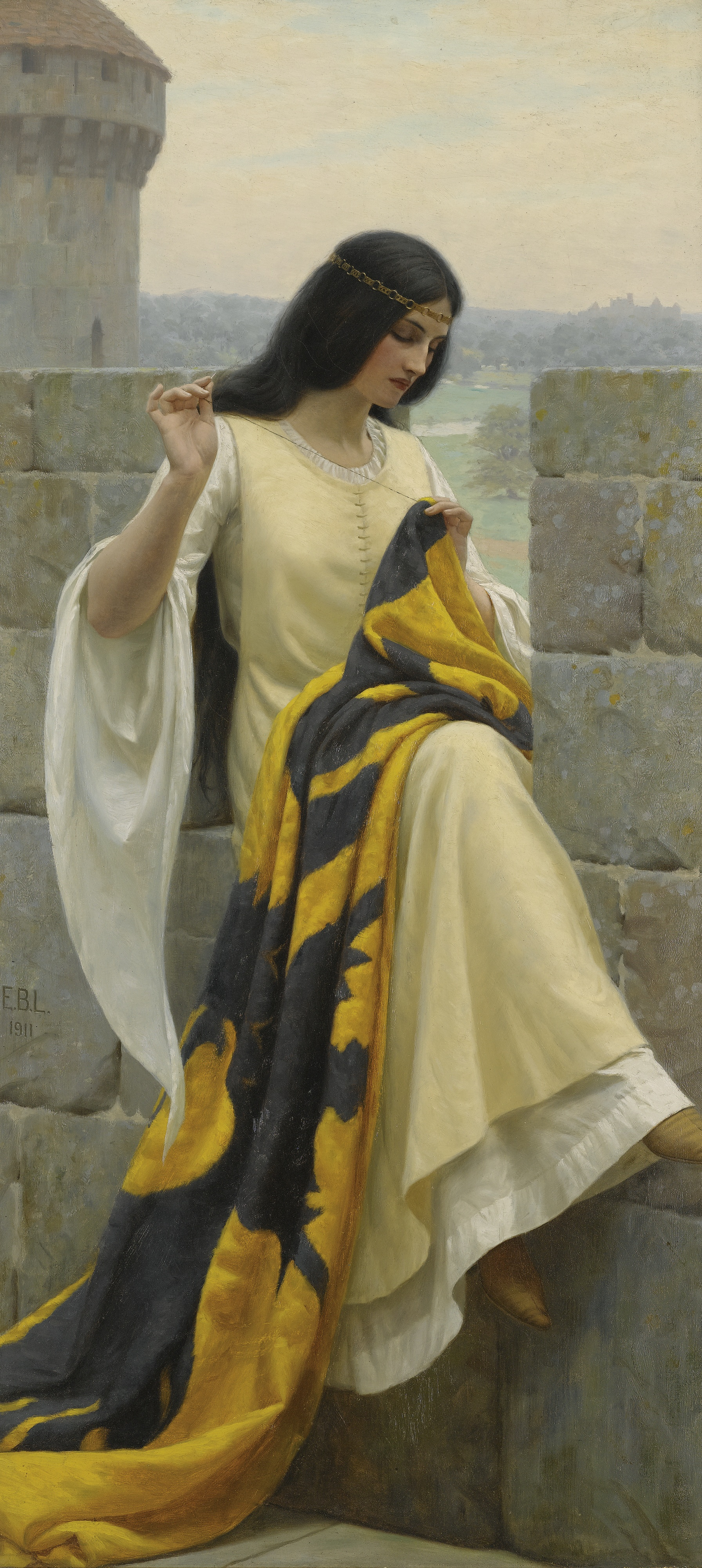
《缝合軍旗》埃德蒙·莱顿 (Edmund Leighton) (1911)，布面油画。

軍旗，作為一種軍隊代表物而被使用在戰場上的情況，普遍认为起源于大约5000年前的古埃及，它既可以作为部队的集合点，也可以顯眼地標記出指挥官的位置。罗马帝国还制定了戰鬥軍旗，並将SPQR视为其庞大军队的一部分。它在中世纪中期在欧洲军队中被正式化，而旗幟上常印有該軍隊指挥官的紋章。

## 一般使用

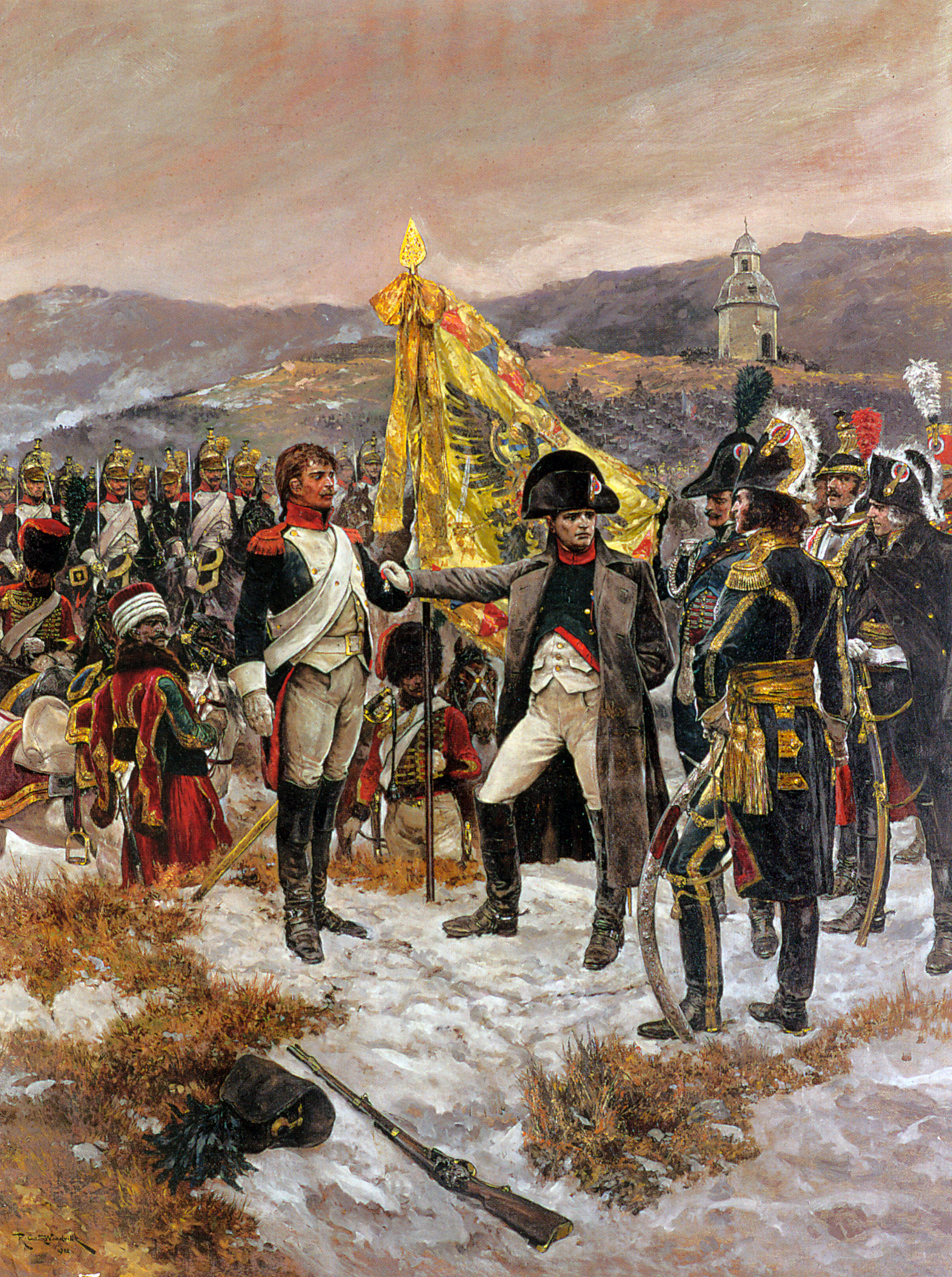
拿破仑一世将荣誉军团勋章授予一名夺取奧地利帝国军团旗帜的龙騎兵。

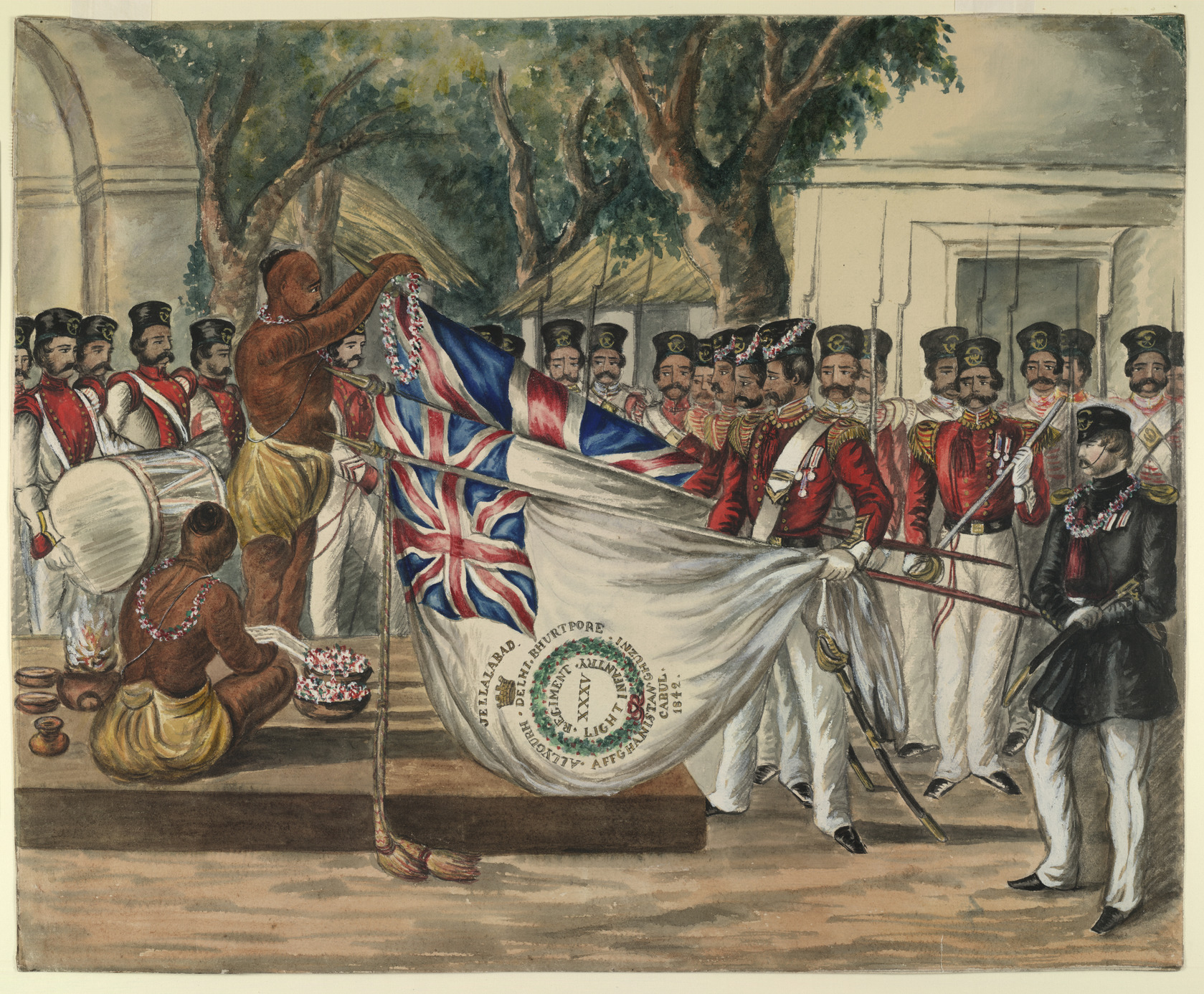
水彩画展示了一位印度教牧师戴着第 35孟加拉轻步兵团的团色花环，该步兵团是东印度公司孟加拉管轄區的孟加拉本土步兵团，大约繪於约西元1847年左右（大英图书馆）

随着军队接受训练并采用固定队形，每个团保持其队形的能力对其乃至其军队的成功可能至关重要。在混乱的战斗中，由于战场上灰尘和烟雾较多，士兵需要能够确定自己的团所在的位置。
团旗通常由国家元首在仪式上授予军团。因此，他们受到了尊重，因为他们代表了该团的荣誉和传统。颜色上可能刻有战斗名称或代表以前成就的其他符号（戰鬥榮譽，Battle honour）。
军团倾向于采用由经验丰富或精锐士兵组成的“護衛隊”来保护他们的軍旗。因此，夺取敌人的軍旗被认为是一项伟大的军事壮举。
它们永远不会被随意销毁，因此当它们太過老舊而不堪使用时，它们就会被替换，然后存放在博物馆、宗教建筑和其他对其军团具有重要意义的地方。然而，在大多数现代军队中，现行命令要求，如果军队有被敌人俘获的危险，就必须故意摧毁他们。
由于现代武器的出现以及随后战术的变化，軍旗已不再出现在战斗中，而是继续在儀隊或典禮活动中使用。

## 名稱
在英文當中，隊儀仗旗有許多叫法，如：colours, standards, flags, 或 guidons。
但一般中文語境中不太會區分這些，一律以軍旗稱呼，然而軍旗(War flag)又與儀仗旗在英文上有些不同，前者主要是統稱所有國家軍隊在陸地上所使用的旗幟，後者則是指單一軍團編制單位的代表旗制。

## 軍旗列表

### 亚洲

#### 柬埔寨
在柬埔寨，军旗和其他制服机构遵循英国、美国和法国的做法。它基本上是柬埔寨国旗的大版本，底部蓝色条纹中的单位名称为白色。

#### 中华人民共和国
中国人民解放军是中华人民共和国武装力量的整体，僅以一面旗帜为代表，作为各团及大部队的軍旗。它以国旗为基础，但用数字“八”和“一”代替了四颗较小的金星，代表8 月 1 日，即 1927 年中国人民解放军成立的日期。閱兵时，旗帜會镶有金色镶边，并安装在红色和金色的杆子上。然而，中国人民解放军的每个兵种都有自己的旗帜，以军旗为基础，但除非帶有與後者相同的金邊，否則不會在公開閱兵中出現。
- 地面部队：陆军旗，下 40% 为绿色。
- 海军：陆军旗，但下部 40% 具有三个等宽的蓝色和两个白色水平条纹。
- 空军：陆军旗，下部 40% 为空军蓝色。
- 火箭军：陆军旗，下 40% 是金色条纹。

基于解放军军装颜色的单兵颜色仅在2018年开始进行测试，当时参加与俄罗斯武装部队“东方2018”联合军事演习的北方战区部队机动特遣队使用红色和靠近旗杆的白色边缘上的单位名称。近年来，在解放军陆军试验期间采用这种做法之前，以前曾向人民武装警察发放过测试战色。 2019年10月1日，在庆祝中华人民共和国成立70周年阅兵式上，机动卫队旗亮相，时隔多年，解放军各编队、机构授予的卫戍旗为红色，并带有中文编队或机关名称。白色或金色字体的中文（但没有白色边缘），某些颜色带有额外的铭文，上面有授予相关编队或机构的战斗荣誉或勋章。

#### 中华民国
中华民国陸軍也使用单一旗帜，为红色，中央為蓝天白日旗。它有一根红色旗杆，旗杆上則有银色矛尖，下面有红色流苏。各个单位使用不同的军旗作为自己的识别儀仗旗；旗桿旁边有一条白色条带，上面以黑色字體寫有部队名稱或番號，以及一条金色流苏（自 1961 年以来中华民国武装部队的所有部队都是如此，但自 1947 年以来仅限于团级以上陆军单位）。陆军仪仗队的儀仗旗为金色，中央有单位徽章。
中华民国海军的軍旗为红色，但中央有一个深蓝色的海军印章，直到20世纪80年代，仪仗连的儀仗旗才使用深蓝色和海军印章，两者相同，並在海軍单位中使用至今。
对于中华民国海军陆战队来说，自1960年以来，其部队的战斗軍旗与美国海军陆战队的儀仗旗一致，但自20世纪80年代以来，部队名称位于旗桿附近的白色条纹上（就像其他武装部队一样，以前是在类似于美国海军陆战队的卷轴）。
中华民国空军所用軍旗为天蓝色，空军標誌居中（以前为红色，天蓝色徽章，旧图案仅今仪仗队使用）。
中华民国宪兵部队以前使用蓝色儀仗旗，现在使用以棕色底加上憲兵徽章的儀仗旗。
国防部的直屬部队則呈橙色，中央是国防部的徽章。驻军颜色为蓝色，上面有国民党党徽、麦花环和分别为黄色、红色和蓝色的 3 个相连的圆圈。储备单位的颜色为红色，而台湾储备单位的颜色为绿色。
只有以下军事院校使用特別軍旗，因为中华民国空军学院使用與空軍相同軍旗：
- 中华民国军事学院
- 中华民国海军学校

在所有涉及中华民国空军的赛事中，中华民国国旗都被用作軍旗使用。

#### 印度尼西亚
在印度尼西亚，印度尼西亚国家武装部队、印度尼西亚国家警察和其他制服机构的颜色被称为 。 Panji-panji 由一名名为“Pataka”的护卫携带和护送，Pataka 是的缩写

##### 国家儀仗旗和服役儀仗旗

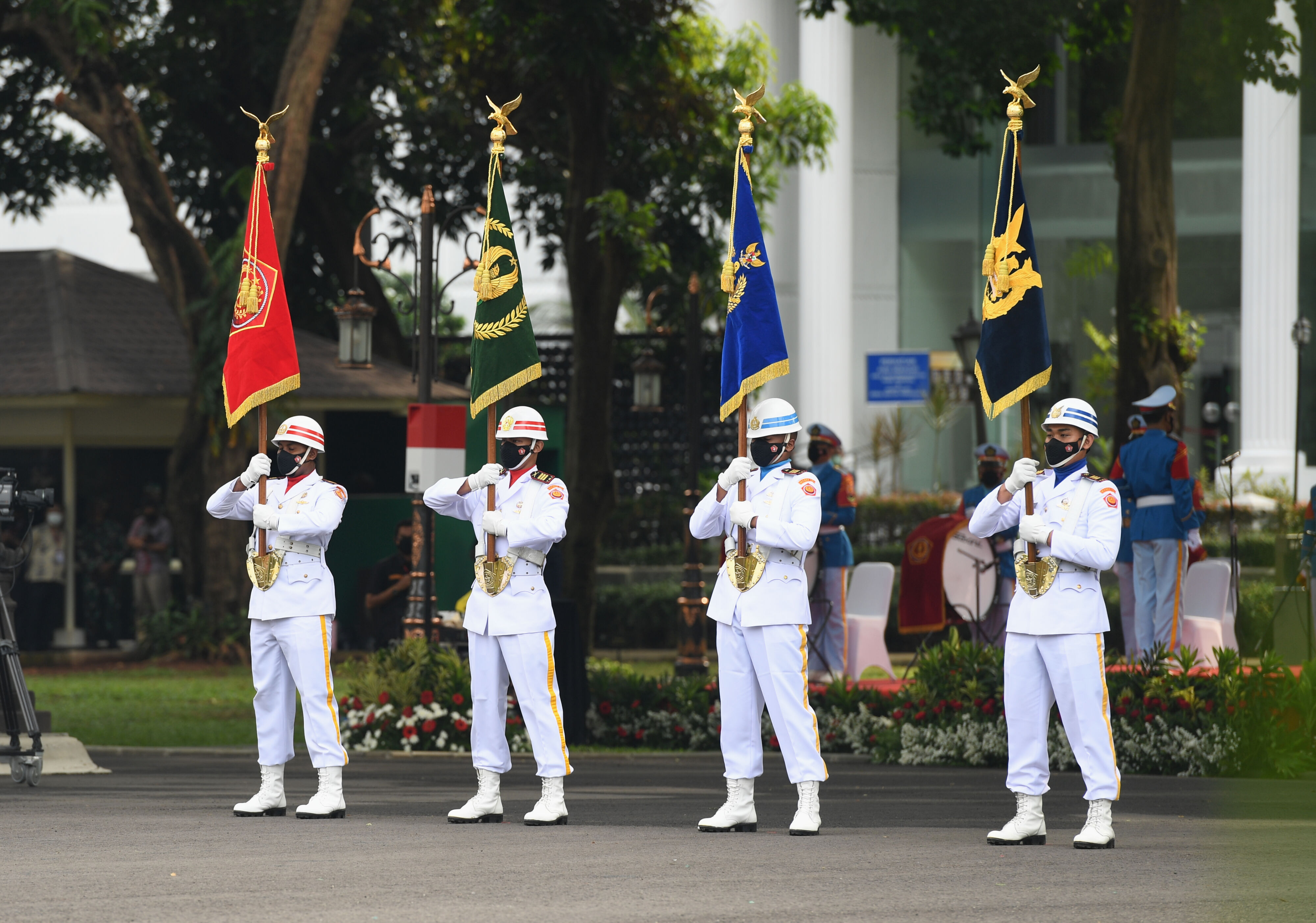
印度尼西亚国家武装部队、陆军、海军和空军护卫队

在毕业和分发游行期间，每当入伍或入伍宣誓时，印度尼西亚国旗都会被用作国家儀仗旗。
游行中最常见的是印度尼西亚国家武装部队（TNI）、印度尼西亚国家警察和地方警察部队（称为的軍隊儀仗旗。）。在 TNI 内，所有三个军种都存在军种儀仗旗。在印度尼西亚语中是指军事/服役軍旗。
- 印度尼西亚国家武装部队三军儀仗旗：红色，正面有国徽，反面有国家国徽
- 印尼军旗：绿色，正面有国徽
- 印度尼西亚海军儀仗旗：深蓝色，正面有國徽
- 印度尼西亚空军儀仗旗：天蓝色，正面有國徽

非军隊：
- 印度尼西亚国家警察儀仗旗：黑色，背面有国徽
- 印尼地方警察儀仗旗：深蓝色